# Suzumiya Haruhi no Yūutsu
Suzumiya Haruhi no Yūutsu (涼宮ハルヒの憂鬱 lit. La melancolía de Haruhi Suzumiya?), también conocida simplemente como Haruhi Suzumiya, es una serie de novelas ligeras escritas por Nagaru Tanigawa e ilustradas por Noizi Ito. La historia está protagonizada por Haruhi Suzumiya, una estudiante de preparatoria que inconscientemente puede cambiar la realidad y sus extrañas travesuras con su club de la escuela, la "Brigada SOS", que ella fundó para investigar sucesos misteriosos y buscar aliens, espers y viajeros en el tiempo. Haruhi obliga a su compañero de clase Kyon, que narra la serie, a unirse a sus proyectos y de manera similar recluta tres miembros adicionales en su club: la silenciosa bibliófila Yuki Nagato, la tímida y asustadiza Mikuru Asahina, y el amistoso "estudiante de intercambio misterioso" Itsuki Koizumi. Estos miembros de pronto se revelan a Kyon como los personajes extraordinarios que Haruhi está buscando, enviados por sus respectivas organizaciones para observarla.
Las novelas de Haruhi Suzumiya aparecieron en un principio en The Sneaker, una revista seinen de la editorial japonesa Kadokawa Shoten. Desde entonces, la historia apareció en gran variedad de medios, todos basados en las novelas previas. Dos series manga fueron creadas, sin embargo la primera fue descontinuada poco después de que empezaron la producción. La segunda aún está vigente en Japón. La adaptación a serie anime, que comparte el título de la primera novela, fue creado después, incorporando elementos de las primeras tres. La serie de anime también tiene una segunda temporada (que se televisó en 2009). Unas de las últimas adaptaciones de Haruhi Suzumiya es una serie de radio basada en el anime. El primer volumen fue lanzado el 5 de julio de 2006 por Lantis, mientras que el segundo lo fue el 21 de septiembre de 2006.
El 6 de febrero de 2010 se estrenó la primera película animada de Haruhi Suzumiya, titulada Suzumiya Haruhi no Shōshitsu (涼宮ハルヒの消失 lit. La desaparición de Haruhi Suzumiya?). La fecha exacta se dio a conocer en noviembre del 2009. Está basada en el cuarto volumen de la obra. La franquicia a su vez cuenta con un spin-off llamado Nagato Yuki-chan no Shōshitsu, donde la serie de anime se centra en un universo alternativo enfocado en el personaje de Yuki Nagato.

## Argumento
Suzumiya Haruhi no Yūutsu se enfoca en la vida de la estudiante de preparatoria Haruhi Suzumiya y de aquellos que son involucrados en sus locuras. Aunque Haruhi es el personaje central, la historia es contada desde el punto de vista de Kyon, uno de sus compañeros de clase.
Kyon es un estudiante de preparatoria superior que recientemente ha dejado atrás sus fantasías de espers, viajeros del tiempo y aliens, junto con la escuela secundaria inferior. Sin embargo, cuando elige hablar con una chica excéntrica que responde al nombre de Haruhi Suzumiya el primer día de clase, inintencionalmente desata una cadena de eventos que lo llevan a situaciones enteramente diferentes del mundo real.
Haruhi busca entre todos los clubes de la escuela alguno que le interese, pero tan solo encuentra insatisfacción en ellos, a pesar de ser buena en prácticamente cualquier tarea que se propone. Kyon hace una observación maliciosa de sus acciones y accidentalmente le da a Haruhi la idea de fundar ella misma un club. Haruhi recluta a Kyon a la fuerza para que la ayude a fundar el club, al que llama Brigada SOS, (SOS proviene de "Sekai wo Ooini moriagerutame no Suzumiya Haruhi no Dan", que significa algo así como "Salvar el mundo con una sobredosis de diversión: Brigada de Suzumiya Haruhi") aunque a él tan solo le interesa proteger a otras víctimas indefensas de los "arrestos voluntarios" de Haruhi. Conforme la historia va progresando se revela que cada una de estas supuestas "víctimas indefensas" tiene una razón para estar allí.

## Personajes

### Brigada SOS
Kyon (キョン Kyon?)
Seiyū: Tomokazu Sugita, Crispin Freeman (Inglés)
El protagonista de la historia. Es un compañero de clase de Haruhi, a quien comenzó a hablar solo por curiosidad, y por ello es reclutado al club, inconsciente de lo que estaba por llegar. Cuando otros dos miembros son "reclutados" por Haruhi, Kyon decide quedarse para asegurarse de que las ideas locas de Haruhi no les hagan ningún daño. Se dedica a detener a Haruhi para que no llegue demasiado lejos la mayor parte del tiempo (generalmente en sus "ataques" a Mikuru), pero no siempre lo logra. La historia la narra él, desde su punto de vista y desde sus vivencias, que con el paso del tiempo se vuelven cada vez más extraordinarias. Curiosamente, en toda la serie hasta ahora, todos los demás personajes le llaman por su apodo ("Kyon").En la tercera novela en la historia corta "Rapsodia de una hoja de bambú" Kyon se apoda a sí mismo John Smith, una combinación muy común de nombre y apellido inglés. En una historia posterior se puede comprobar que es un nombre ficticio que utiliza para "engañar" a Haruhi ya que el propio Kyon (pensando) se refiere al mismo con tres nombres: el suyo (desconocido), su apodo impuesto (Kyon) y su apodo autoproclamado (John Smith).
Haruhi Suzumiya (涼宮 ハルヒ Suzumiya Haruhi?)
Seiyū: Aya Hirano, Wendee Lee (Inglés)
La fundadora del club y heroína de la serie; una joven enérgica y frecuentemente excéntrica que fundó la Brigada SOS después de hablar con la única persona que entablaría una conversación con ella, un compañero de clase apodado Kyon. La razón principal por la que fundó el club fue para encontrar aliens, viajeros del tiempo, personajes con poderes sobrenaturales, y seres de otra dimensión, siempre bajo el lema de la Brigada SOS destinada para "salvar al mundo (del aburrimiento) con una sobredosis de diversión". Itsuki Koizumi la denomina "dios" ya que aparentemente creó el mundo y esta en capacidad de destruirlo si lo desea.
Yuki Nagato (長門 有希 Nagato Yuki?)
Seiyū: Minori Chihara
Ella es la presidenta del Club de Literatura. Nagato se muestra en un principio como una inexpresiva bibliófila. Según Haruhi, ella es la Indispensable ratón de biblioteca de la Brigada. Nagato se autodefine a sí misma como una interfaz humanoide creada por la Entidad Responsable de la Integración de datos. Su misión es observar a Haruhi Suzumiya, ya que ella es la clave para la autoevolución de los organismos basados en la información. En el transcurso de la historia, Yuki se desliga paulatinamente de la Entidad, por lo que se vuelve más humana, siendo más emotiva y con un singular sentido del humor.
Mikuru Asahina (朝比奈 みくる Asahina Mikuru?)
Seiyū: Yuko Goto
Es un año mayor que los demás. Es considerada por Haruhi como la mascota oficial de la Brigada SOS y la obliga a usar un sinfín de disfraces, la mayoría muy provocadores. Uno de los más empleados es el de sirvienta, con el cual, sin embargo, está muy a gusto y con el que se encarga de proveerles de té a los demás integrantes de la Brigada. Es una autoproclamada "viajera en el tiempo" que está en esa época porque tres años antes ocurrió un terremoto temporal provocado por Haruhi. Venida del futuro, la mayoría de la información que posee es "información clasificada" y no conoce a sus jefes.
Itsuki Koizumi (古泉 一樹 Koizumi Itsuki?)
Seiyū: Daisuke Ono
El último miembro oficial. Haruhi lo añade a la Brigada tras un traspaso de este al colegio en mitad del curso, cosa que ella denomina como algo misterioso. Siempre se encuentra sonriendo y más que dispuesto a darlo todo en las extrañas exigencias de Haruhi. Él es un esper, es decir, una persona con poderes paranormales. Está muy feliz en la Brigada SOS, ya que cree que Haruhi es una persona agradable y que Kyon es su amigo. Sus poderes se encuentran siempre en pausa, exceptuando cuando Suzumiya se encuentra bajo presión, estrés o de mal humor, estados en los que acaba generando "espacios sellados", especies de mundos paralelos en los cuales habitan unos seres denominados "Avatares" (Shinjin) que se encargan de destruir todo a su paso, corriendo el riesgo de desaparecer el mundo actual. Koizumi, junto con los de su equipo, trabajadores para la Agencia, se encarga de destruir a estos seres.

## Contenido de la obra

### Novelas ligeras
Suzumiya Haruhi No Yuutsu fue escrita por Nagaru Tanigawa e ilustrada por Noizi Ito. Fue publicada originalmente por Kadokawa Shoten, el 6 de junio de 2003 y es la base para la adaptación del anime, siendo esta la primera novela de una serie que incluye 10 volúmenes (11 si se cuenta la décima novela como dos novelas aparte) y que aún sigue publicándose en Japón. En España la editorial Ivrea ha comprado los derechos de las 9 novelas que se publicarán cada 3 meses. En la tabla se muestran las supuestas fechas de cada publicación. Como nota, de manera similar al anime, las novelas tampoco están en estricto orden cronológico.

#### Lista de volúmenes
| Título en español                                | Japonés          | Romaji                       | Fecha de publicación (Japón) | Fecha de publicación (España)                             | ISBN                   |
| ------------------------------------------------ | ---------------- | ---------------------------- | ---------------------------- | --------------------------------------------------------- | ---------------------- |
| La melancolía de Haruhi Suzumiya                 | 涼宮ハルヒの憂鬱 | Suzumiya Haruhi no Yūutsu    | 6 de junio de 2003           | Abril de 2010                                             | ISBN 4-04-429201-9     |
| Los suspiros de Haruhi Suzumiya                  | 涼宮ハルヒの溜息 | Suzumiya Haruhi no Tameiki   | 30 de septiembre de 2003     | Junio de 2010                                             | ISBN 4-04-429202-7     |
| El aburrimiento de Haruhi Suzumiya               | 涼宮ハルヒの退屈 | Suzumiya Haruhi no Taikutsu  | 27 de diciembre de 2003      | Septiembre de 2010                                        | ISBN 4-04-429203-5     |
| La desaparición de Haruhi Suzumiya               | 涼宮ハルヒの消失 | Suzumiya Haruhi no Shōshitsu | 31 de julio de 2004          | Diciembre de 2010                                         | ISBN 4-04-429204-3     |
| El descontrol de Haruhi Suzumiya                 | 涼宮ハルヒの暴走 | Suzumiya Haruhi no Bōsō      | 30 de septiembre de 2004     | Marzo de 2011                                             | ISBN 4-04-429205-1     |
| Las inquietudes de Haruhi Suzumiya               | 涼宮ハルヒの動揺 | Suzumiya Haruhi no Dōyō      | 31 de marzo de 2005          | Junio de 2011                                             | ISBN 4-04-429206-X     |
| Las conspiraciones de Haruhi Suzumiya            | 涼宮ハルヒの陰謀 | Suzumiya Haruhi no Inbō      | 31 de agosto de 2005         | Septiembre de 2011                                        | ISBN 4-04-429207-8     |
| La indignación de Haruhi Suzumiya                | 涼宮ハルヒの憤慨 | Suzumiya Haruhi no Fungai    | 1 de mayo de 2006            | 23 de noviembre de 2012                                   | ISBN 4-04-429208-6     |
| La disociación de Haruhi Suzumiya                | 涼宮ハルヒの分裂 | Suzumiya Haruhi no Bunretsu  | 1 de abril de 2007           | 26 de julio de 2013                                       | ISBN 4-04-429209-6     |
| La sorpresa de Haruhi Suzumiya (volúmenes 1 y 2) | 涼宮ハルヒの驚愕 | Suzumiya Haruhi no Kyogaku   | 25 de mayo de 2011           | 30 de octubre de 2015 (parte 1) febrero de 2017 (parte 2) | ISBN 4-04-429210-8     |
| La intuición de Haruhi Suzumiya                  | 涼宮ハルヒの直観 | Suzumiya Haruhi no Chokkan   | 25 de noviembre de 2020      | N/A                                                       | ISBN 978-4-04-110792-8 |
| El teatro de Haruhi Suzumiya                     | 涼宮ハルヒの劇場 | Suzumiya Haruhi no Gekijō    | 29 de noviembre de 2024      | N/A                                                       | ISBN 978-4-04-115439-7 |

### Manga
Kadokawa Shoten publicó dos adaptaciones en manga de las novelas ligeras de Haruhi Suzumiya. La primera, ilustrada por Makoto Mizuno, salió en mayo de 2004 y terminó en diciembre de 2004, y la segunda, ilustrada por Gaku Tsukano, se comenzó a publicar en noviembre de 2005 y sigue en producción. Se han publicado hasta ahora 20 Tankobon. La editorial IVREA ha traducido la obra para España y Argentina.

### Anime
Suzumiya Haruhi fue dirigida por Tatsuya Ishihara, el diseño de personaje fue realizado por Shōko Ikeda y realizada por los estudios Kyoto Animation. Se empezó a transmitir en Japón el 2 de abril de 2006 y estuvo constituida de 14 episodios. Originalmente la serie se transmitió en orden no lineal, En las escenas del próximo "episodio" previste con dos numeraciones diferentes: un número de Haruhi, que cuenta los episodios en orden cronológico, y el número de Kyon, quien le contradice contando los números de episodios según el orden de emisión.
En 2007, se confirmó una segunda temporada que se transmitiría en el 2008 y que estaría basada en los tomos 4; 8 y 9, pero debido a postergaciones su estreno se hizo el año 2009, con el capítulo "Rapsodia de la hoja de bambú".
A diferencia de emisión original, en el 2009 se hizo una retransmisión de la serie en Japón, en la forma cronológica la cual además de los episodios originales se incluyeron capítulos nuevos que fueron mezclados con los viejos. En el primer capítulo de "Agosto infinito" se estrenó un nuevo opening llamado "Super Driver" (interpretado por Aya Hirano).

#### Música
Fragmentos de la Sinfonía n.º 4, de Piotr Ilich Chaikovski, la Sinfonía n.º 7 "Leningrado", de Dmitri Shostakovich y Daphnis et Chloé, de Maurice Ravel se usaron en el episodio 11. La Sinfonía n.º 8 , "Sinfonía de los mil", de Gustav Mahler, se usó en el episodio 14.
Como curiosidad la secuencia de ending se ha convertido en una de las más parodiadas y homenajeadas. La secuencia de opening hace referencias a docenas de teorías matemáticas y ecuaciones que van desde la clásica E=mc2 hasta el teorema de Erwin Schrödinger.

### Película
La desaparición de Haruhi Suzumiya es una película de anime japonesa basada en la cuarta novela ligera homónima de Suzumiya Haruhi.
Fue producida por Kyoto Animation y se estrenó el 6 de febrero de 2010.

### Videojuegos
Se han producido tres juegos basados en la serie. Banpresto ha anunciado un juego de aventura para la PlayStation 2 el 31 de enero de 2008 bajo el título "La Perplejidad de Haruhi Suzumiya" (涼宮ハルヒの戸惑 Suzumiya Haruhi no Tomadoi?). Namco lanzó otro juego de aventura llamado "La Promesa de Haruhi Suzumiya" (涼宮ハルヒの約束 Suzumiya Haruhi no Yakusoku?), para la PlayStation Portable el 20 de diciembre de 2007. Un tercer juego, desarrollado por Kadokawa Shoten, fue lanzado el 22 de enero del 2009 para la consola Wii "La Agitación de Haruhi Suzumiya" (涼宮ハルヒの激動 Suzumiya Haruhi no Gekidou?), el cual será un simulador de coreografía, incorporando las canciones vistas en la serie. Recientemente se han anunciado dos nuevos juegos desarrollados por SEGA, para la Nintendo DS "La serie de Suzumiya Haruhi" (涼宮ハルヒの直列 Suzumiya Haruhi no Chokuretsu?), que fue lanzado el 28 de mayo del 2009, y Wii "El paralelo de Suzumiya Haruhi" (涼宮ハルヒの並列 Suzumiya Haruhi no Heiretsu?), este último fue para lanzarse el 26 de marzo del 2009.

## Recepción
La primera novela de la serie, "La Melancolía de Haruhi Suzumiya", fue galardonada con el Gran Premio en la octava edición de los premios Sneaker. La serie pasó a tener un gran éxito en Japón. En septiembre de 2007 había vendido más de 4.300.000 copias. La décima novela de la serie marcó un récord en la impresión de novelas ligeras. En la primera tirada se imprimieron 513.000 ejemplares para cada una de las dos novelas. En total se han imprimido 16,5 millones de copias en 15 países, 8 millones solo en Japón.
En diciembre de 2006, la adaptación de las novelas fue la serie de anime más popular en Japón en esa época según la revista Newtype USA. En agosto de 2006, los dos primeros volúmenes en DVD habían vendido 70.000 y 90.000 unidades respectivamente. Una encuesta de 2006 en línea de Japón de la serie de 100 dibujos animados favoritos de todos los tiempos, realizada por TV Asahi, puso la serie en el cuarto lugar. A finales de 2007, el séptimo DVD de la serie registró 45.000 unidades vendidas. La adaptación anime ganó el premio Animation Kobe para mejor serie de TV en 2006. En la sexta edición de Annual Tokio Anime Awards, la serie ganó en la categoría "Mejor Serie Anime de TV " y Aya Hirano ganó el "Voice Acting Award". Sus spin-offs, The Melancholy of Haruhi Suzumiya-chan y Nyorōn Churuya-san, ganaron el premio a mejor anime en línea (ONA) en la 14.ª edición de Animation Kobe.

### Impacto cultural
La serie de anime se convirtió en un fenómeno de Internet en Japón, Asia y los países de habla inglesa. Más de 2000 clips de la serie creados por usuarios, parodias y homenajes, fueron subidos a sitios web para compartir video como YouTube y Nico Nico Douga. La popularidad de estos videos (y los de otras series populares de Japón) llevaron a la Sociedad Japonesa de Derechos de Autores, Compositores y Editores (JASRAC) a pedir que se retiraran los videos de YouTube bajo el copyright de sus miembros.
Haruhi, Yuki y Mikuru (Aya Hirano, Minori Chihara y Yūko Gotō), junto con el actor Toma Ikuta, apareciendo promocionando Lotte Acuo Gum en marzo de 2010.
En septiembre de 2011, en el tablón de Ciencia y Matemáticas de 4chan, se abrió un hilo con la pregunta "si quisiera ver los episodios [de Suzumiya Haruhi no Yūutsu] en todos los órdenes posibles, ¿cuál sería la sucesión de episodios más corta?". Los esfuerzos por resolver el llamado "Problema de Haruhi" llevó a un usuario anónimo a descubrir que la superpermutación más pequeña en símbolos n ( n ≥ 2) tiene al menos una longitud n ! + ( n −1)! + ( n −2)! + n − 3. Resolviendo lo que había sido un problema de matemáticas abierto desde 1993.
En 2018, los matemáticos Robin Houston, Jay Pantone y Vince Vatter —quienes ya habían discutido sobre el problema en una publicación de 1995— reconocieron y registraron la solución en la OEIS, atribuyéndola a "Usuario Anónimo de 4chan (2011)".